# ジョハン・ドミンゲス
- ヨハン・ドミンゲス[1]

ジョハン・ドミンゲス（Johan Dominguez、1996年1月18日 - ）は、ドミニカ共和国サントドミンゴ出身のプロ野球選手（投手）。右投右打。広島東洋カープ所属。

## 経歴

### ブルワーズ傘下時代
2016年5月8日にミルウォーキー・ブルワーズとマイナー契約を締結。同年は16試合に登板し、4勝5敗、防御率2.78を記録。
2017年は4試合の登板にとどまり、2勝1敗、防御率4.24という結果であった。
2018年はすべて中継ぎとして21試合に登板し3勝0敗2セーブ、防御率0.87という成績であったが、8月31日に、ブライアン・コネルと共に、ザビエル・セデーノとのトレードでシカゴ・ホワイトソックスへと移籍。

### ホワイトソックス時代
同年の移籍後は4試合に登板した。
2019年は24試合（うち、先発登板は15試合）に登板して、6勝5敗2ホールド、防御率2.98を記録。
2020年はマイナーリーグが実施されなかった。
2021年は3球団でプレー。いずれも先発で24試合に登板し、5勝9敗、防御率5.30という結果だった。
2022年3月19日に自身初のメジャー昇格を果たすも、登板機会なく4月8日にマイナー落ち。その後は故障の影響もあり、マイナーリーグでも3試合の登板にとどまり、0勝1敗、防御率1.42という成績だった。
2023年は2球団で計13試合に先発登板。0勝5敗、防御率4.76という成績にとどまった。
2024年2月23日に再びメジャー昇格を果たすも登板機会なし。マイナーリーグでは28試合に登板して7勝6敗、防御率4.25という成績を残すも、同年11月4日にFAとなった。

### 広島時代
2024年11月25日、広島東洋カープとの契約に合意した。契約金は12万ドル（約1800万円）、年俸は50万ドル（約7700万円）（金額はいずれも推定）。背番号は42。
2025年は4月8日の中日ドラゴンズ戦（ぎふしん長良川球場）にてNPB初登板。続く15日の中日戦でNPB初勝利を挙げた。5月22日の東京ヤクルトスワローズ戦にて、来日初の救援登板を行い、翌23日には夫人の第二子出産に立ち会うため一時帰国した。

## 選手としての特徴
マイナーリーグでは通算137試合（先発登板は89試合）に登板して27勝32敗2セーブ、防御率4.04を記録している。
最速157km/hのストレートに加え、変化球はチェンジアップ、スライダー、ツーシーム、シンカーなどを投げる。

## 人物
愛称は「ドミちゃん」。
カープアカデミーに練習生として所属していたことがある。

## 詳細情報

### 初記録

#### NPB
投手記録
- 初登板・初先発登板：2025年4月8日、対中日ドラゴンズ1回戦（ぎふしん長良川球場）、6回1失点で勝敗つかず[7]
- 初奪三振：同上、1回裏に岡林勇希から空振り三振[7]
- 初勝利・初先発勝利：2025年4月15日、対中日ドラゴンズ4回戦（MAZDA Zoom-Zoom スタジアム広島）、5回1失点[8]

打撃記録
- 初打席：2025年4月8日、対中日ドラゴンズ1回戦（ぎふしん長良川球場）、3回表にカイル・マラーから空振り三振

### 背番号
- 42（2025年[6] - ）